# Porta Dijeaux
La porta Dijeaux (in francese porte Dijeaux) è una porta storica di Bordeaux costruita in stile classicista da André Portier alla metà del XVIII secolo e situata all'ingresso occidentale della città.